# Monique Revillion
Monique Revillion (São Leopoldo, 13 de dezembro de 1960) é uma escritora brasileira.

## Biografia
Graduada em jornalismo, Monique Revillion é professora universitária.
Foi a segunda colocada no Concurso Nacional de Contos Josué Guimarães, em 2001, e finalista, em 2004, do prêmio Casa de Cultura Mario Quintana, com o livro de contos Teresa, que esperava as Uvas, publicado pela Geração Editorial em 2006. O livro, sua primeira publicação individual, foi laureado com o Prêmio Açorianos de 2006 - mais importante prêmio literário do Rio Grande do Sul - nas categorias contos e livro do ano.  Seus contos foram também publicados em diversas antologias e revistas especializadas no país.
Cursou entre 2006 e 2007 o mestrado em Escrita Criativa na Pontifícia Universidade Católica do Rio Grande do Sul, o primeiro do gênero no Brasil, sob orientação do professor e escritor Luiz Antônio de Assis Brasil, tendo sido uma das primeiras alunas dessa linha de pesquisa naquela universidade.
Monique Revillion é também dramaturga e faz parte do grupo de estudos de dramaturgia DRAN, orientado pela professora e diretora Graça Nunes e sediado no Theatro São Pedro, em Porto Alegre, Rio Grande do Sul.